# Бенемерито-де-лас-Америкас (муниципалитет)
Бенеме́рито-де-лас-Аме́рикас (исп. Benemérito de las Américas) — муниципалитет в Мексике, штат Чьяпас, с административным центром в одноимённом посёлке. Численность населения, по данным переписи 2020 года, составила 23 603 человека.

## Общие сведения
Название Benemérito de las Américas было дано городу и муниципалитету в честь национального героя, президента Бенито Хуареса.
Площадь муниципалитета равна 1093 км², что составляет 1,5 % от площади штата, а наиболее высоко расположенное поселение Франсиско-Хулиан-Грахалес, находится на высоте 201 метр.
Он граничит с другими муниципалитетами Чьяпаса: на северо-западе с Окосинго и на западе с Маркес-де-Комильясом, а на севере, востоке и юге проходит государственная граница с республикой Гватемала.

## Учреждение и состав
Муниципалитет был образован 28 июля 1999 года, по данным 2020 года в его состав входит 49 населённых пунктов, самые крупные из которых:
| Код INEGI                  | Населённый пункт | Численность населения (2005 год) | Численность населения (2010 год) | Численность населения (2020 год) |
| -------------------------- | --- | -------------------------------- | -------------------------------- | -------------------------------- |
| 114                        | Всего | 15213                            | 17282                            | 23603                            |
| 0001                       | Бенемерито-де-лас-Америкас (исп. Benemérito de las Américas) 16°30′57″ с. ш. 90°39′12″ з. д. (административный центр) | 6356                             | 7259                             | 10026                            |
| 0012                       | Флор-де-Какао (исп. Flor de Cacao) 16°07′47″ с. ш. 90°27′03″ з. д.                                                    | 1329                             | 1655                             | 2221                             |
| 0020                       | Нуэво-Орисаба (исп. Nuevo Orizaba) 16°04′56″ с. ш. 90°37′59″ з. д.                                                    | 786                              | 971                              | 1383                             |
| 0002                       | Арройо-Делисьяс (исп. Arroyo Delicias) 16°07′01″ с. ш. 90°33′05″ з. д.                                                | 834                              | 611                              | 1223                             |
| 0025                       | Роберто-Барриос (исп. Roberto Barrios) 16°17′59″ с. ш. 90°28′40″ з. д.                                                | 618                              | 741                              | 1024                             |
| 0019                       | Нуэво-Чиуауа (исп. Nuevo Chihuahua) 16°15′23″ с. ш. 90°30′16″ з. д.                                                   | 626                              | 682                              | 972                              |
| 0021                       | Нуэво-Веракрус (исп. Nuevo Veracruz) 16°05′06″ с. ш. 90°40′57″ з. д.                                                  | 653                              | 786                              | 941                              |
| —                          | Прочие | 4011                             | 4577                             | 5813                             |
| Названия на карте Генштаба | |                                  |                                  |                                  |

## Экономическая деятельность
По статистическим данным 2000 года, работоспособное население занято по секторам экономики в следующих пропорциях:
- сельское хозяйство и скотоводство — 70,7 % ;
- промышленность и строительство — 8,8 %;
- торговля, сферы услуг и туризма — 18 %;
- безработные — 2,5 %.

## Инфраструктура
По статистическим данным 2020 года, инфраструктура развита следующим образом:
- электрификация: 97,3 %;
- водоснабжение: 18,4 %;
- водоотведение: 91,3 %.

## Туризм
Основные достопримечательности являются местная флора и фауна, в частности сельва Лакандона, в которой сохранились паукообразные обезьяны.